# Tiaja montara
Tiaja montara är en insektsart som beskrevs av Paul W. Oman 1941. Tiaja montara ingår i släktet Tiaja och familjen dvärgstritar. Inga underarter finns listade i Catalogue of Life.